# Hermann Hagedorn (Biograf)
Hermann Hagedorn (* 18. Juli 1882 in Staten Island, New York; † 27. Juli 1964 in Santa Barbara, Kalifornien) war ein US-amerikanischer Autor und Biograf.
Hermann Hagedorn studierte an der Harvard-Universität, an der Berliner Universität und an der Columbia-Universität. In den Jahren 1909 bis 1911 war er Lehrkraft für englische Sprache an der Harvard-Universität. 
Bekannt geworden ist Hagedorn vor allem als Freund und Biograf von Theodore Roosevelt und John Gillespie Magee. Nach Roosevelts Tod im Jahr 1919 wirkte er mit an der Gründung der Theodore Roosevelt Association (TRA), deren Sekretär und Vorsitzender er in den Jahren 1919 bis 1957 war. 
1920 wurde er in die American Academy of Arts and Letters gewählt.

## Werke
- The Silver Blade. 1907.
- The Woman of Corinth. 1908.
- A Troop of the Guard, and other Poems. 1909.
- Poems and Ballads. 1912.
- Faces in the Dawn. 1914.
- You are the Hope of the World. 1917, 1920.
- Theodore Roosevelt. 1919, 1921.
- That Human Being, Leonard Wood. 1920.
- Roosevelt in the Badlands. 1921.
- Sunward I've Climbed. The Story of John Magee, Poet and Soldier. 1922–1941. 1943.
- Prophet in the Wilderness: The Story of Albert Schweitzer. 1947.
deutsch: Menschenfreund im Urwald. Das Leben Albert Schweitzers. Meiner, Hamburg 1957.
- The Boys' Life of Theodore Roosevelt. Gardners Books 2007, ISBN 0548013551.
- Americanism of Theodore Roosevelt. ISBN 076616179X.
- Roosevelt in the Bad Land. ISBN 076617073X.